# Липник (Молдова)
Липник (рум. Lipnic) — село в Окницком районе Молдавии. Является административным центром коммуны Липник, включающей также село Паустова.

## История
В 1470 году хан Большой Орды, соперник Крымского хана, организовал набег на Молдавское княжество, но 20 августа 1470 года был разбит войсками Стефана III Великого в сражении у Липника, а ханский сын был взят в плен. Отправленную в Молдавию делегацию для выкупа ханского сына, Стефан казнил, как и самого сына.
28 января 1978 года село Паустово было объединено с селом Липник. Постановлением правительства Республики Молдова № 882 от 22.01.1992 село Паустово восстановлено.

## Археология
На юго-запад от села, в урочище, известном под названием «Ла шанцурь» (к рвам), находится городище Липник. Здесь обнаружены следы кольцевого в плане рва и земляного вала по внутреннему краю рва — остатки деревянно-земляной крепости глубокой древности. Укрепление было возведено на пологом склоне левого берега реки Солонец, протекающей по дну неглубокой лощины и впадающей в небольшое озеро. Ров и земляной вал окружали крепостной двор овальной в плане формы площадью около 5 га. Со стороны реки оборонительных сооружений не было. Когда и кем построено городище, достоверно не установлено. Археолог Н. А. Кетрару, первый осмотревший остатки древней крепости, предположил, что они относятся к гетской культуре IV—III вв. до н. э..

## География
Село расположено на высоте 239 метров над уровнем моря.

## Население
По данным переписи населения 2004 года, в селе Липник проживает 2651 человек (1223 мужчины, 1428 женщин).
Этнический состав села:
| Национальность | Число жителей | Процентный состав |
| -------------- | ------------- | ----------------- |
| молдаване      | 2559          | 96,53             |
| украинцы       | 60            | 2,26              |
| русские        | 28            | 1,06              |
| румыны         | 2             | 0,08              |
| болгары        | 1             | 0,04              |
| прочие         | 1             | 0,04              |
| Всего          | 2651          | 100 %             |